# Suavodrillia
Suavodrillia é um gênero de gastrópodes pertencente a família Borsoniidae.

## Espécies
- Suavodrillia declivis (Martens, 1880)[2]
- Suavodrillia kennicotti (Dall, 1871)[3]
- Suavodrillia textilia Dall, 1927[4]

Espécies trazidas para a sinonímia
- Suavodrillia (Typhlomangelia) G.O. Sars, 1878: sinônimo de Typhlomangelia G.O. Sars, 1878
- †Suavodrillia bicarinata Ozaki, 1958: sinônimo de †Abyssotrophon crystallinus (Kuroda, 1953)
- Suavodrillia sagamiana Dall, 1925: sinônimo de Bathytoma engonia (Watson, 1881)
- Suavodrillia tanneri (Verrill & Smith, 1884):[5] sinônimo de Drilliola pruina, sinônimo de Retidrillia pruina (Watson, 1881)
- Suavodrillia willetti Dall, 1919: sinônimo de Retidrillia willetti (Dall, 1919)